# Olympische Winterspiele 2022/Eisschnelllauf – 5000 m (Frauen)
Die 5000 m im Eisschnelllauf der Frauen bei den Olympischen Winterspielen 2022 wurden am 10. Februar in der Nationalen Eisschnelllaufhalle in Peking ausgetragen.

## Rekorde
Vor dem Wettkampf hatten folgende Rekorde Bestand:
| Weltrekord         | Natalja Woronina  | 6:39,02 min | Salt Lake City | 15. Februar 2020 |
| Olympischer Rekord | Claudia Pechstein | 6:46,91 min | Salt Lake City | 23. Februar 2002 |

Folgende neue Rekorde wurden während des Wettkampfs aufgestellt:
| Olympischer Rekord | Irene Schouten | 6:43,51 min | Peking, VR China | 10. Februar 2022 |

## Ergebnisse
| Rang | Athletin               | Land        | Zeit        | Defizit   | Anm. |
| ---- | ---------------------- | ----------- | ----------- | --------- | ---- |
| 1    | Irene Schouten         | Niederlande | 6:43,51 min |           | OR   |
| 2    | Isabelle Weidemann     | Kanada      | 6:48,18 min | + 4,67 s  |      |
| 3    | Martina Sáblíková      | Tschechien  | 6:50,09 min | + 6,58 s  |      |
| 4    | Francesca Lollobrigida | Italien     | 6:51,76 min | + 8,25 s  |      |
| 5    | Ragne Wiklund          | Norwegen    | 6:56,34 min | + 12,83 s |      |
| 6    | Natalja Woronina       | ROC         | 6:56,99 min | + 13,48 s |      |
| 7    | Sanne in ’t Hof        | Niederlande | 6:59,77 min | + 16,26 s |      |
| 8    | Misaki Oshigiri        | Japan       | 7:01,17 min | + 17,66 s |      |
| 9    | Maryna Sujewa          | Belarus     | 7:02,91 min | + 19,40 s |      |
| 10   | Momoka Horikawa        | Japan       | 7:06,92 min | + 23,41 s |      |
| 11   | Han Mei                | China       | 7:08,37 min | + 24,86 s |      |
| 12   | Magdalena Czyszczoń    | Polen       | 7:21,49 min | + 37,98 s |      |